# Petra Kronberger
Petra Kronberger (Pfarrwerfen, 21. veljače 1969.) je bivša austrijska alpska skijašica, dvostruka olimpijska prvakinja iz Albertvilla. Debitirala je u Svjetskom kupu 26. studenog 1987. godine. 1990., 1991. i 1992. proglašavana je za Austrijsku sportašicu godine.

## Pobjede u Svjetskom skijaškom kupu
Petra ima ukupno 16 pojedinačnih pobjeda u Svjetskom kupu u svih pet disciplina (spustu 6, veleslalomu 3, slalom 3, Super-G 2 i 2 u kombinaciji). Osim toga bila je 7 puta druga i 12 puta treća.
| Datum              | Mjesto             | Država    | Disciplina  |
| ------------------ | ------------------ | --------- | ----------- |
| 16. prosinca 1989  | Panorama           | Kanada    | spust       |
| 17. prosinca 1989. | Panorama           | Kanada    | spust       |
| 8. siječnja 1990.  | Hinterstoder       | Austrija  | veleslalom  |
| 14. siječnja 1990. | Haus               | Austrija  | kombinacija |
| 28. siječnja 1990. | Santa Caterina     | Italija   | veleslalom  |
| 13. ožujka 1990.   | Vemdalen           | Norveška  | slalom      |
| 1. prosinca 1990.  | Valzoldana         | Italija   | veleslalom  |
| 2. prosinca 1990.  | Valzoldana         | Italija   | slalom      |
| 9. prosinca 1990.  | Altenmarkt         | Austrija  | super-G     |
| 21. prosinca 1990. | Morzine            | Francuska | spust       |
| 7. siječnja 1991.  | Bad Kleinkirchheim | Austrija  | kombinacija |
| 13. siječnja 1991. | Kranjska Gora      | Slovenija | slalom      |
| 18. siječnja 1991. | Méribel            | Francuska | spust       |
| 19. siječnja 1991. | Méribel            | Francuska | super-G     |
| 21. prosinca 1991. | Serre Chevalier    | Francuska | spust       |
| 14. ožujka 1992.   | Panorama           | Kanada    | spust       |

## Vanjske poveznice
- Petra Kronberger ulaz na web stranicu austrijskog Olimpijskog muzeja